# П. Алагендра
Поннудура Алагендра (англ. Ponnudura Alagendra; род. 23 июля 1929, Каджанг) — малайский и малайзийский хоккеист на траве, тренер, спортивный функционер. Участник летних Олимпийских игр 1956 года.

## Биография
Поннудура Алагендра родился 23 июля 1929 года в малайском городе Каджанг (сейчас в Малайзии).
В 1950—1984 годах служил в полиции Селангора, выйдя в отставку в должности главного офицера полиции.
В 1953—1959 годах играл за сборную Малайи по хоккею на траве.
В 1956 году вошёл в состав сборной Малайи по хоккею на траве на летних Олимпийских играх в Мельбурне, занявшей 9-е место. Играл на позиции нападающего, в матчах (по имеющимся данным) не участвовал.
В 1964 году входил в тренерский штаб сборной Малайзии на летних Олимпийских играх в Токио, был помощником менеджера сборной на летних Олимпийских играх 1968 года в Мехико и 1972 года в Мюнхене. В 2000 году на летних Олимпийских играх в Сиднее был шефом сборной Малайзии.
Более 50 лет проработал на различных должностях в спортивном руководстве. В 1980—2005 годах был заместителем президента Федерации хоккея на траве Малайзии. В 1975—1985 годах входил в технический комитет Международной федерации хоккея на траве. В 1990—2014 годах был генеральным секретарём Азиатской федерации хоккея на траве, после чего получил пожизненное звание почётного президента.
Был председателем хоккейного турнира Игр Содружества 1998 года и чемпионата мира 2002 года, которые проходили в Куала-Лумпуре.
В 1992 году помог создать организацию «Яясан Хоку Малайзия», которая оказывает местным бывшим хоккеистам образовательную и финансовую помощь.
Кроме того, в 1960—1970 годах был вице-президентом футбольной ассоциации Селангора, в 1962—1974 годах — вице-президентом Ассоциации крикета Малайзии.
Носит титул «Тан Шри». В 2000 году награждён орденом «За заслуги» Международной федерации хоккея на траве.